# Platyrinchidae
Platyrinchidae är en familj av ordningen tättingar. Den omfattar nio eller tio arter som förekommer i Central- och Sydamerika, fördelade på tre släkten:
- Calyptura – kungsfågeltyrann
- Neopipo – manakintyrann
- Platyrinchus – sju till åtta arter spadnäbbar

Arterna placeras numera oftast i familjen tyranner, kungsfågeltyrannen tidigare bland kotingorna och manakintyrannen bland manakinerna. DNA-studier visar dock att Tyrannidae består av fem klader som skildes åt redan under oligocen, varför vissa auktoriteter behandlar dem som egna familjer, däribland Platyrinchidae.